# سیدلر سفلی (کلیبر)
سیدلر سفلی یکی از روستاهای استان آذربایجان شرقی است که در دهستان سیدان بخش آبش‌احمد شهرستان کلیبر واقع شده‌است.